# Kef Est
La delegació o mutamadiyya de Kef Est (àrab: معتمدية الكاف الشرقية, muʿtamadiyyat al-Kāf al-Xarqiyya) és una delegació o mutamadiyya de Tunísia, a la governació del Kef, amb capçalera a la ciutat del Kef i formada per la part oriental de la ciutat i els pobles i nuclis dispersos situats a l'est de la ciutat. La delegació arriba fins a la governació de Siliana. Té una població de 43.020 habitants (cens del 2004).

## Geografia
Les principals muntanyes de la delegació són el Djebel Kebbouch i el Djebel Maiza.

## Administració
És el centre de la delegació o mutamadiyya homònima, amb codi geogràfic 23 52 (ISO 3166-2:TN-12), dividida en vuit sectors o imades:
- Charfine (23 52 51)
- Ben Ainine (23 52 52)
- Haouareth Nord (23 52 53)
- Zâafrane (23 52 54)
- Oued Souani (23 52 55)
- Oued Souani Sud (23 52 56)
- Dyr El Kef (23 52 57)
- Hached (23 52 58)

Al mateix temps, forma part de la municipalitat o baladiyya del Kef (codi geogràfic 23 11), excepte algunes imades formen la municipalitat de Zâafrane-Dyr El Kef (23 23).